# Стефан Тасев
Вижте пояснителната страница за други личности с името Тасев.
Стефан Тасев Тасев е български офицер, генерал-майор от пехотата, началник на 7-а пехотна рилска дивизия през Първата световна война, а след войната на 1-ва пехотна софийска дивизия.

## Биография
Стефан Тасев е роден на 17 ноември 1866 г. в Горна Оряховица. На 6 юни 1884 г. постъпва на военна служба. През 1885 г. завършва Военното на Негово Княжеско Височество училище в София, като на 21 декември е произведен в чин подпоручик и е зачислен в пехотата.. На 17 юни 1888 г. е произведен в чин поручик, а през 1892 в чин капитан. През 1900 г. служи като старши офицер във военното училище, а от 1903 г. е командир на рота в същото. На 2 август 1903 г. е произведен в чин майор, а на 13 май 1908 г. в чин подполковник. През 1909 и назначен за началник на 25-о полково военно окръжие, а от 1911 г. е командир на 26-и пернишки полк.

### Балкански войни (1912 – 1913)
По време на Балканската война (1912 – 1913) подполковник Стефан Тасев служи като командир на 12-и пехотен балкански полк и на 18 май 1913 г. е произведен в чин полковник.
На 9 март 1914 г. е назначен е назначен за началник на военното училище, на която длъжност е до 10 септември 1915 година.

### Първа световна война (1915 – 1918)
През Първата световна война (1915 – 1918) е началник на 7-а пехотна рилска дивизия (от 29 юни 1917 до 30 септември 1918). На 15 август 1917 г. е произведен в чин генерал-майор. През 1918 г. е началник на окупационните войски в Моравско. След войната е назначен за началник на 1-ва пехотна софийска дивизия. През 1919 г. преминава в запаса.
На 25 юни 1920 г. е назначен за помощник на главния директор на Трудова повинност, като 3 дена по-късно встъпва в длъжност.

## Военни звания
- Подпоручик (21 декември 1885)
- Поручик (17 юни 1888)
- Капитан (1892)
- Майор (2 август 1903)
- Подполковник (1908)
- Полковник (18 май 1913)
- Генерал-майор (15 август 1917)

## Награди
- Военен орден „За храброст“ III степен, 2-ри клас
- Царски орден „Св. Александър“ III и IV степен с мечове по средата
- Народен орден „За военна заслуга“ 5-и клас на обикновена лента
- Орден „За заслуга“ на обикновена лента